# Sigmodon
Sigmodon é um gênero de roedores da família Cricetidae.

## Espécies
- Sigmodon alleni Bailey, 1902
- Sigmodon alstoni (Thomas, 1881)
- Sigmodon arizonae Mearns, 1890
- Sigmodon fulviventer J. A. Allen, 1889
- Sigmodon hirsutus Burmeister, 1854
- Sigmodon hispidus Say & Ord, 1825
- Sigmodon inopinatus Anthony, 1924
- Sigmodon leucotis Bailey, 1902
- Sigmodon mascotensis J. A. Allen, 1897
- Sigmodon ochrognathus Bailey, 1902
- Sigmodon peruanus J. A. Allen, 1897
- Sigmodon planifrons Nelson & Goldman, 1933
- Sigmodon toltecus (Saussure, 1860)
- Sigmodon zanjonensis Goodwin, 1932